# 16 septembre en sport
16 août 16 octobre
Chronologies thématiques
- Croisades
- Ferroviaires
- Disney

Le 16 septembre est le 259e jour de l'année (260e en cas d'année bissextile) du calendrier grégorien.

## Événements

### XIXesiècle
- 1864 :
  - (Golf) : sur le parcours du Prestwick Golf Club, victoire de l'Écossais Tom Morris, Sr. au British Open de golf.
- 1881 :
  - (Baseball) : 6e édition aux États-Unis du championnat de baseball de la Ligue nationale. Les Chicago White Stockings s’imposent avec 56 victoires et 28 défaites.
- 1887 :
  - (Golf) : sur le parcours du Prestwick Golf Club, victoire de l'Écossais Willie Park, Jr. au British Open de golf.

### XXesièclede1901à1950
- 1937 :
  - (Football/Télévision) : première retransmission d'un match de football à la télévision anglaise : la BBC diffuse un match d'entrainement entre Arsenal et sa réserve. Arsenal est choisi en raison de la proximité de son stade d'Highbury avec les studios de télévision du Alexandra Palace.
- 1938 :
  - (Automobile) : à Bonneville Salt Flats, George E. T. Eyston établit un nouveau record de vitesse terrestre : 575,32 km/h.
- 1947 :
  - (Automobile) : à Bonneville Salt Flats, John Cobb établit un nouveau record de vitesse terrestre : 634,39 km/h.

### XXesièclede1951à2000
- 1951 :
  - (Sport automobile) : septième grand prix de F1 de la saison 1951 en Italie, remporté par Alberto Ascari sur Ferrari.
- 1962 :
  - (Formule 1) : Grand Prix automobile d'Italie.
- 1979 :
  - (Rallye automobile) : arrivée du Critérium du Québec.
- 1988 :
  - (Jeux olympiques) : ouverture officielle des Jeux de la XXIVe Olympiade à Séoul, capitale de la Corée du Sud.

### XXIesiècle
- 2001 :
  - (Formule 1) : Grand Prix d'Italie.
- 2007 :
  - (Formule 1) : Grand Prix de Belgique.
- 2018 :
  - (Athlétisme) :
    - (Épreuves combinées) : à Talence, lors du Décastar, le Français Kevin Mayer s'empare du titre et bat le Record du monde du décathlon. Le tricolore termine avec 9126 points, et devance de 81 points le précédent record[1].
    - (Marathon) : le Kénya Eliud Kipchoge, le maître du marathon mondial, pulvérise le Record du monde en remportant le Marathon de Berlin en 2 heures, 1 minute et 40 secondes[2].

  - (Compétition automobile /Formule1) : sur le Grand Prix automobile de Singapour, victoire du Britannique Lewis Hamilton qui devance le Néerlandais Max Verstappen et l'Allemand Sebastian Vettel. L'Anglais creuse l'écart au classement général.
  - (Cyclisme sur route /Tour d'Espagne) : au terme de la 21e et dernière étape du Tour d'Espagne, le Britannique Simon Yates remporte la Vuelta 2018. L'Italien Elia Viviani s'impose à Madrid sur l'étape du jour.
  - (Tennis /Coupe Davis) : la finale de la Coupe Davis opposera la France à la Croatie du 23 au 25 novembre 2018.
- 2020 :
  - (Cyclisme sur route /Tour de France) : sur la 17e étape du Tour de France se déroule entre Grenoble et le col de la Loze à Méribel, sur une distance de 170 kilomètres, victoire du Colombien Miguel Ángel López. Le Slovène Primož Roglič conserve le Maillot jaune.
- 2023 :
  - (Cyclisme sur route /Tour d'Espagne) : sur la 20e étape du Tour d'Espagne qui se déroule entre Manzanares el Real et Guadarrama en Communauté de Madrid sur une distance de 207,8 km, victoire du Néerlandais Wout Poels et l'Américain Sepp Kuss conserve le maillot rouge.

## Naissances

### XIXesiècle
- 1864 :
  - Dan Doyle, footballeur écossais. (8 sélections en équipe nationale). († 8 avril 1918).
- 1870 :
  - John Pius Boland, joueur de tennis britannique. Champion olympique du simple et du double aux Jeux d'Athènes 1896. († 17 mars 1958).
- 1876 :
  - Marvin Hart, boxeur américain. Champion du monde poids lourds de boxe de 1905 à 1906. († 17 septembre 1931).
- 1881 :
  - Madge Syers, patineuse artistique de couple et d'individuelle britannique. Championne olympique en individuelle et médaillée de bronze en couple aux Jeux de Londres 1908. Championne du monde de patinage artistique en individuelle 1906 et 1907. († 9 septembre 1917).
- 1888 :
  - Karl Gustafsson, footballeur suédois. (32 sélections en équipe nationale). († 20 février 1960).
- 1897 :
  - Louis Fall, boxeur français. Champion du monde poids mi-lourds de boxe de 1922 à 1923. († 15 décembre 1925).

### XXesièclede1901à1950
- 1901 :
  - Andrée Joly, patineuse artistique de couples et ensuite entraîneuse française puis américaine. Médaillée de bronze aux Jeux de Chamonix 1924, puis championne olympique aux Jeux de Saint-Moritz 1928 et aux Jeux de Lake Placid 1932. Championne du monde de patinage artistique 1926, 1928 1930 et 1932. Championne d'Europe de patinage artistique 1932. († 30 mars 1993).
- 1910 :
  - Karl Kling, pilote automobile allemand. († 19 mars 2003).
  - Henri Roessler, footballeur puis entraîneur français. (2 sélections en équipe de France). († 18 septembre 1978).
- 1914 :
  - Josef Peters, pilote automobile allemand. († 24 avril 2001).
- 1919 :
  - Elio Bertocchi, cycliste sur route italien. († 27 août 1971).
- 1923 :
  - Tommy James, joueur de foot U.S. américain. († 7 février 2007).
- 1926 :
  - Rogers McKee, joueur de baseball américain. († 1er septembre 2014).
- 1931 :
  - Werner Lueg, athlète de demi-fond allemand. Médaillé de bronze du 1 500 m aux Jeux d'Helsinki 1952. († 13 juillet 2014).
- 1934 :
  - Elgin Baylor, basketteur puis entraîneur américain. († 22 mars 2021).
- 1937 :
  - Aleksandr Medved, lutteur soviétique. († 2 septembre 2024).
- 1939 :
  - Bill McGill, basketteur américain. († 11 juillet 2014).
- 1942 :
  - Jeff Young, joueur de rugby gallois. Vainqueur des tournois des Cinq Nations 1969 et 1973 et du Grand Chelem 1971. (23 sélections en équipe nationale). († 3 octobre 2005).
- 1943 :
  - Alain Colas, navigateur français. Vainqueur de la Transat anglaise 1972. Détenteur du Record du tour du monde à la voile de 1973 à 1988 en 169 jours. († 16 novembre 1978).
  - Wang Houjun, footballeur puis entraîneur chinois. († 21 novembre 2012).
- 1948 :
  - Rosie Casals, joueuse de tennis américaine. Victorieuse des Fed Cup 1967, 1976, 1977, 1979, 1980 et 1981.

### XXesièclede1951à2000
- 1951 :
  - René van de Kerkhof, footballeur néerlandais. Vainqueur de la Coupe UEFA 1978. (47 sélections en équipe nationale).
  - Willy van de Kerkhof, footballeur néerlandais. Vainqueur de la Coupe UEFA 1978. (63 sélections en équipe nationale).
- 1955 :
  - Robin Yount, joueur de baseball américain.
- 1956 :
  - Ratko Radovanović, basketteur serbe.
- 1957 :
  - Dave McCreery, footballeur nord-irlandais. (67 sélections en équipe nationale).
- 1958 :
  - Orel Hershiser, joueur de baseball américain.
- 1959 :
  - Tim Raines, joueur de baseball américain.
- 1962 :
  - Hervé Phélippeau, athlète de demi-fond français.
- 1965 :
  - Karl-Heinz Riedle, footballeur allemand. Médaillé de bronze aux Jeux de Séoul 1988. Champion du monde de football 1990. Vainqueur de la Ligue des champions 1997. (42 sélections en équipe nationale).
- 1966 :
  - Stéphane Traineau, judoka puis entraîneur et dirigeant sportif français. Médaillé de bronze des -100 kg aux Jeux d'Atlanta 1996 et aux Jeux de Sydney 2000. Champion du monde de judo des -95 kg 1991. Champion d'Europe de judo par équipes 1988, champion d'Europe de judo des -95 kg 1990, champion d'Europe de judo des -95 kg et par équipes 1992 et 1993 puis champion d'Europe de judo des -95 kg 1999.
- 1969 :
  - Laurent Desbiens, cycliste sur route français.
  - Chester McGlockton, joueur de foot U.S. américain. († 30 novembre 2011).
- 1970 :
  - Youri Nikiforov, footballeur soviétique puis russo-ukrainien. (4 sélections avec l'équipe d'URSS, 4 avec l'équipe de la CEI, 3 avec l'équipe d'Ukraine puis 55 avec l'équipe de Russie).
- 1973 :
  - Alexandre Vinokourov, cycliste sur route kazakh. Médaillé d'argent aux Jeux de Sydney 2000 puis champion olympique sur route en ligne aux Jeux de Londres 2012. Vainqueur du Tour d'Allemagne 2001, du Tour de Suisse 2003, du Tour d'Espagne 2006, de Amstel Gold Race 2003, des Liège-Bastogne-Liège 2005 et 2010.
- 1974 :
  - Frédéric Da Rocha, footballeur français.
- 1975 :
  - Tom Dolan, nageur américain. Champion olympique du 400m 4 nages aux jeux d'Atlanta 1996, champion olympique du 400m 4 nages et médaillé d'argent du 200m 4 nages aux Jeux de Sydney 2000. Champion du monde de natation du 400m 4 nages 1994 et 1998.
- 1976 :
  - Greg Buckner, basketteur américain.
  - Adel Chedli, footballeur franco-tunisien. Champion d'Afrique de football 2004 et 2011. (49 sélections avec l'équipe de Tunisie).
  - Jean-Marc Kraidy, basketteur franco-ivoirien.
  - Tyrone Washington, basketteur américain.
- 1978 :
  - Dan Dickau, basketteur américain.
  - Michael Uhrmann, sauteur à ski allemand. Champion olympique par équipe aux Jeux de Salt Lake City 2002 et médaillé d'argent par équipes aux Jeux de Vancouver 2010. Champion du monde de saut à ski par équipe 2001.
- 1980 :
  - Alessandro Vanotti, cycliste sur route italien.
- 1981 :
  - Sandra Sánchez, karatéka espagnole. Championne du monde de karaté en kata individuel 2018. Championne d'Europe de karaté en kata individuel 2015, 2016, 2017, 2018,  2019 et 2021.
- 1983 :
  - Kirsty Coventry, nageuse zimbabwéenne. Championne olympique du 200 m dos, médaillée d'argent du 100 m dos et de bronze du 200 m 4 nages aux Jeux d'Athènes 2004, championne olympique du 200 m dos, médaillée d'argent du 100 m dos, du 200 m 4 nages et du 400 m 4 nages aux Jeux de Pékin 2008. Championne du monde de natation du 100 et 200 m dos 2005 puis championne du monde de natation du 200 m dos 2009.
  - Ben Jacobson, basketteur américain.
  - Brandon Moss, joueur de baseball américain.
- 1984 :
  - Maryam Yusuf Jamal, athlète de demi-fond bahreïnienne. Championne olympique du 1 500m Jeux de Londres 2012. Championne du monde d'athlétisme du 1 500 m 2007 et 2009.
- 1985 :
  - Miguel Ángel de Amo, volleyeur et joueur de beach-volley espagnol.
  - Matt Harrison, joueur de baseball américain.
  - Jarrod Kenny, basketteur néo-zélandais. Champion d'Océanie de basket-ball 2009.
- 1986 :
  - Gaëtan Belaud, footballeur français.
- 1987 :
  - Lawrence Hill, basketteur américain.
  - Yoann Jaumel, volleyeur français. Champion d'Europe de volley-ball masculin 2015. (22 sélections en équipe de France).
  - Matthieu Le Blond, Hockeyeur sur glace français. (7 sélections en équipe de France).
  - Burry Stander, cycliste de VTT sud-africain. († 3 janvier 2013).
- 1988 :
  - Maret Balkestein, volleyeuse néerlandaise. (272 sélections en équipe nationale).
  - Talor Battle, basketteur américain.
  - Daniel Clark, basketteur anglais. (52 sélections en équipe nationale).
  - Ángel Fernández Pérez, handballeur espagnol.
  - Emmanuel Imorou, footballeur franco-béninois. (10 sélections avec l'équipe du Bénin).
  - Deon Thompson, basketteur ivoirien.
  - Bob de Voogd, hockeyeur néerlandais. Médaillé d'argent aux Jeux de Londres 2012. Champion d'Europe de hockey sur gazon masculin 2017. (119 sélections en équipe nationale).
- 1989 :
  - Geoffrey Doumayrou, joueur de rugby à XV français. (3 sélections en équipe de France).
- 1990 :
  - Antonia Göransson, footballeuse suédois. (40 sélections en équipe nationale).
  - Oliver Naesen, cycliste sur route belge.
- 1992 :
  - Audrey Abadie, joueuse de rugby à XV française. (2 sélections en équipe de France).
  - Valentin Belaud, pentathlète français. Champion du monde de pentathlon moderne du relais mixte 2013, champion du monde de pentathlon moderne du relais 2014 puis champion du monde de pentathlon moderne en individuel 2016. Champion d'Europe de pentathlon moderne du relais 2013.
  - Jonas Knudsen, footballeur danois.
- 1991 :
  - Cameron Clark, basketteur américain.
- 1994 :
  - Martin Hermannsson, basketteur islandais. (51 sélections en équipe nationale).
  - Aleksandar Mitrović, footballeur serbe.
  - Mina Popović, volleyeuse serbe. Médaillée de bronze aux Jeux de Tokyo 2020. Championne d'Europe féminin de volley-ball 2017 et 2019. (68 sélections en équipe nationale).
  - Nigel Williams-Goss, basketteur américain.
- 1995 :
  - Aaron Gordon, basketteur américain.
- 1996 :
  - Alexis Blin, footballeur français.
  - Álvaro Hodeg, cycliste sur route et sur piste colombien.
- 1998 :
  - Robert Stannard, cycliste sur route australien.
  - Charles Vanhoutte, footballeur belge.
- 2000 :
  - Oliver Skipp, footballeur anglais.

### XXIesiècle
- 2003 :
  - Emmanuel Adegboyega, footballeur irlandais.
- 2004 :
  - Lauge Sandgrav, footballeur danois.

## Décès

### XXesièclede1901à1950
- 1910 :
  - Giosuè Giuppone, 31 ans, pilote de moto et de courses automobile italien. (° 29 septembre 1878).
- 1914 :
  - Louis Bach, 31 ans, footballeur français. Médaillé d'argent aux Jeux de Paris 1900. (° 14 avril 1883).
- 1916 :
  - Frank McGee, 33 ans, hockeyeur sur glace canadien. (° 4 novembre 1882).

### XXesièclede1951à2000
- 1964 :
  - Bobby Bauer, 49 ans, hockeyeur sur glace puis entraîneur canadien. (° 16 février 1915).
- 1965 :
  - Tom Burridge, 84 ans, footballeur anglais. Champion olympique aux Jeux de Paris 1900. (° 30 avril 1881).
- 1974 :
  - Phog Allen, 88 ans, entraîneur de basket-ball américain. (° 18 novembre 1885).
- 1979 :
  - Rob Slotemaker, 50 ans, pilote de courses automobile néerlandais. (° 13 juin 1929).
- 1989 :
  - Khadija Er-Rmichi, footballeuse internationale marocaine.
- 1992 :
  - Larbi Ben Barek, 75 ans, footballeur puis entraîneur franco-marocain. (17 sélections en équipe de France). (° 16 juin 1917).

### XXIesiècle
- 2006 :
  - Floyd Curry, 81 ans, hockeyeur sur glace canadien. (° 11 août 1925).
- 2007 :
  - Friedrich Rafreider, 65 ans, footballeur autrichien. (14 sélections en équipe nationale). (° 24 février 1942).
- 2011 :
  - Roger Bélanger, 45 ans, hockeyeur sur glace canadien. (° 1er décembre 1965).